# Jasper (Michigan)
Jasper – jednostka osadnicza w Stanach Zjednoczonych, w stanie Michigan, w hrabstwie Lenawee.